# Санта-Круз (Кабо-Верде)
Санта-Крус (порт. Santa Cruz) — один з 22 муніципалітетів Кабо-Верде. Розташований на острові Сантьягу.
Населення становить 26 360 осіб (2015). Площа муніципалітету — 112,2.

## Адміністративний поділ
До муніципалітету належить одна парафія (фрегезія): Сантьяґо-Майор.

## Населення
Згідно із переписом населення 2010 року населення муніципалітету становило 26 617 осіб. За оцінкою 2015 року — 26 360.
У минулому динаміка зміни чисельності населення виглядала так:
| Рік  | Населення |
| ---- | --------- |
| 1980 | 22 995    |
| 1990 | 25 892    |
| 2000 | 33 015    |
| 2010 | 26 585    |